# Cantón de Lannion
El cantón de Lannion es una división administrativa francesa, situada en el departamento de Côtes-d'Armor.

## Geografía
Este cantón es organizado alrededor de  Lannion en él distrito de Lannion.

## Composición
El cantón  de Lannion agrupa 5 comunas:
- Caouënnec-Lanvézéac
- Lannion
- Ploubezre
- Ploulec'h
- Rospez

## Demografía
| 16 295 | 21 551 | 22 766 | 23 279 | 24 616 | 26 455 |
| Para los censos de 1962 a 1999 la población legal corresponde a la población sin duplicidades (Fuente: INSEE [Consultar]) |        |        |        |        |        |